# Wolfgang Strauß (Autor)
Wolfgang Strauß (* 8. März 1931 in Libau, Lettland; † 8. Januar 2014 in Achern) war ein deutscher Buchautor. Er gehörte zu den Vordenkern der Neuen Rechten in Deutschland. Als Theoriebeitrag brachte er das Konzept eines „Befreiungsnationalismus“ in die Neue Rechte ein.

## Leben
Strauss wurde in Lettland geboren und kam mit seinen baltendeutschen Eltern nach Mecklenburg. 1949 wurde er Mitglied der Liberal-Demokratischen Partei Deutschlands (LDPD) in der DDR. 1950 wurde Strauß verhaftet und von einem sowjetischen Militärgericht wegen „antisowjetischer Propagandatätigkeit, politischer Spionage und illegaler Gruppenbildung“ zum Tode verurteilt; das Urteil wurde in 50 Jahre Arbeitslager umgewandelt. Nach der Teilnahme am Aufstand von Workuta 1953 und Verurteilung erfolgte seine Überführung 1954 in ein sowjetisches Straflager, 1955 in die DDR zur Weiterverbüßung der Strafe im Zuchthaus Bautzen. Im April 1956 wurde er entlassen. Zwei Monate später floh er über West-Berlin in die Bundesrepublik Deutschland. Er arbeitete im Bildarchiv eines Münchener Verlages und als Redakteur einer katholischen Wochenzeitung. Strauss war zunächst Mitglied der SPD, war jedoch von der Partei enttäuscht. Als Jungsozialist wollte er den Geist Ferdinand Lassalles wiederbeleben, was ihm jedoch nicht gelang. Anfang 1969 erfolgte sein Eintritt in die UAP/BAJ (Blaue Adler-Jugend, Jugendorganisation der Unabhängigen Arbeiter-Partei UAP). Auf dem dritten Kongress der BAJ wurde er zum stellvertretenden Bundesvorsitzenden gewählt, auf dem fünften Parteitag der UAP im November 1970 auch in deren Zentralbüro. Später trat er an die Spitze der BAJ, legte jedoch wegen Überlastung den Vorsitz im September 1972 nieder, um sich auf die Chefredaktion der Reichsarbeiterzeitung konzentrieren zu können. 1973 war er Redakteur und Mitarbeiter der von Siegfried Pöhlmanns Aktion Neue Rechte (ANR) herausgegebenen Neuen Zeit und 1974 stellvertretender ZB-Vorsitzender der UAP. Nach der Niederlegung aller Parteiämter zum 30. Juni 1977 erfolgte sein Übertritt zur Sache des Volkes/Nationalrevolutionäre Aufbauorganisation (SdV/NRAO).
Strauss verfasste zahlreiche Zeitungsartikel und Aufsätze. Wegweisend für die Ideologie der Neuen Rechten war sein Buch: Trotz allem – wir werden siegen. Nationalistische Jugend des Ostens im Kampf gegen den Kolonialismus, Imperialismus, Stalinismus und Arbeiterunterdrückung (München 1969).
Strauss verstarb im Januar 2014 im Alter von 82 Jahren im engen Familienkreis nach kurzer Krankheit.

## Publikationen
- Trotz allem – wir werden siegen. Nationalistische Jugend des Ostens im Kampf gegen den Kolonialismus, Imperialismus, Stalinismus und Arbeiterunterdrückung. Lehmann, München 1969, DNB 458267392.
- Nation oder Klasse. 60 Jahre Kampf gegen die Oktoberrevolution, Geschichte des Widerstandes in der UdSSR. Langen-Müller, München 1978, ISBN 978-3-7844-1709-7.
- Revolution gegen Jalta – Friedens-Arbeiter- und Völkerkampf – Die ungelöste nationale und soziale Frage in Osteuropa. Vowinckel, Berg am See 1982, ISBN 3-921655-25-7.
- Aufstand für Deutschland. Der 17. Juni 1953. Druffel, Leoni 1983, ISBN 978-3-8061-1025-8.
- Drei Tage, die die Welt erschütterten. Boris Jelzin und die Russische Augustrevolution. Vom Untergang des sowjetischen Multikulturalismus. Gesamtdeutscher Verlag, Wesseling 1992, ISBN 978-3-928415-04-0.
- Unternehmen Barbarossa und der russische Historikerstreit. Herbig, München 1998, ISBN 978-3-7766-2028-3.